# سفر به پنج پادشاهی هند

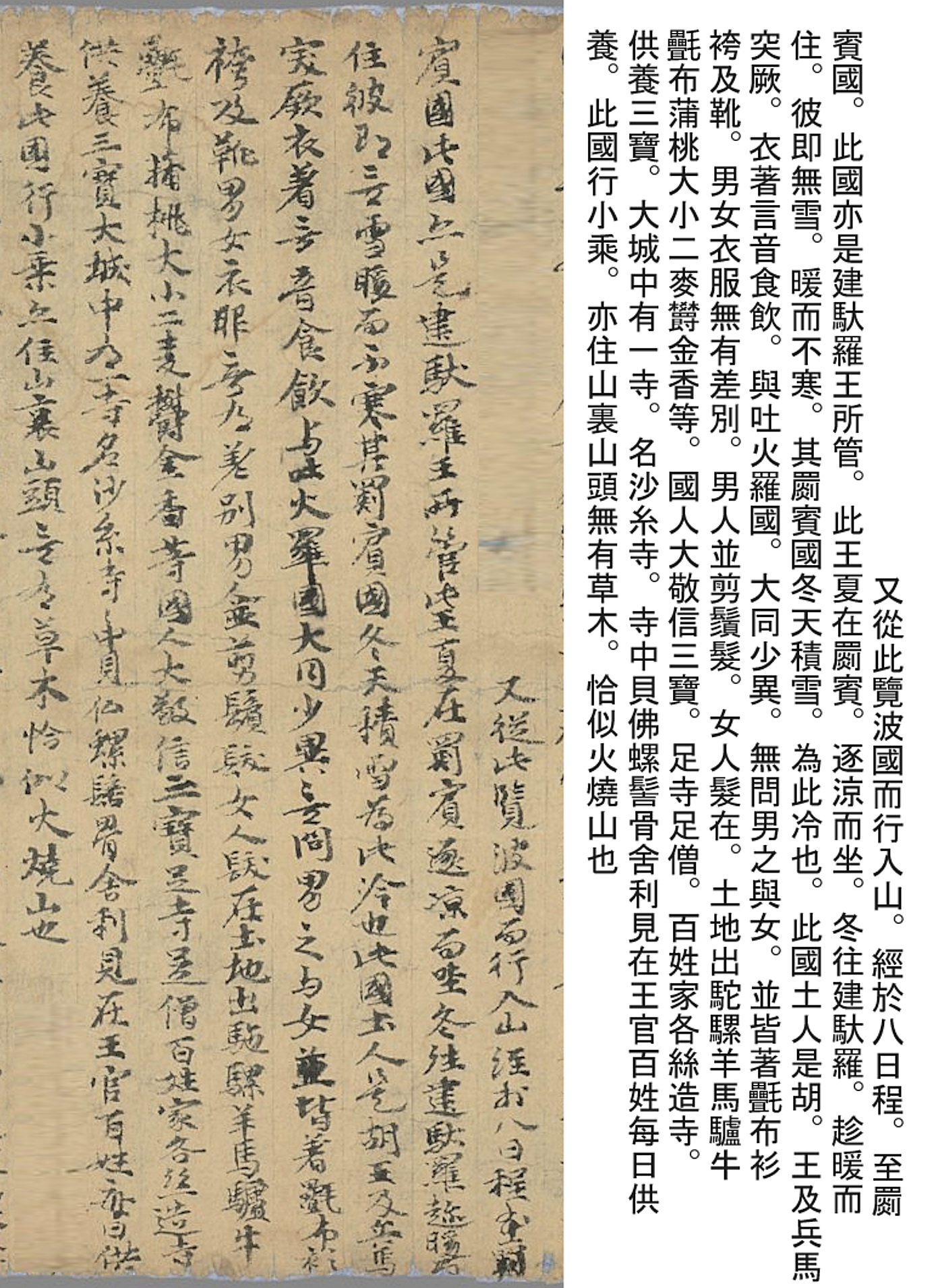
تصویری از متن کتاب

خاطرات یک زیارت به پنج پادشاهی هند (انگلیسی: Wang ocheonchukguk jeon)، یک سفرنامه نوشته راهب بودیسم هه‌چو (راهب کره‌ای) از پادشاهی شیلا، که از کره (کشور) به هند، در سال‌های ۷۲۳–۷۲۷/۷۲۸ م. (حدود ۱۰۴ تا ۱۰۷ق) سفر کرد. این متن اولین سفرنامه خارج از کشور و موجود است که یک کره‌ای نوشته است. این سفرنامه اطلاعاتی در مورد آداب و رسوم سیاسی، فرهنگی و اقتصادی هند و آسیای مرکزی در آن زمان ارائه می‌دهد. پنج پادشاهی هند در این اثر به غرب، شرق، شمال، جنوب و مرکز هند اشاره دارد. سال‌ها تصور می‌شد این نوشته گم شده بود، اما کاوشگر فرانسوی پل پلیو (۱۸۷۸–۱۹۴۵) که آن را از غار موگای/ غار دانهوانگ در جاده ابریشم در چین در سال ۱۹۰۸م(۱۲۸۷خ) خریداری کرد و دوباره کشف نمود.

## نمای کلی
این اثر که در آن زمان به زبان چینی کلاسیک، شرق آسیا نوشته شده بود، مدت‌ها گمان می‌رفت که گم شده است. با این حال، در اوایل قرن بیستم، یک نسخه خطی در میان دست‌نوشته‌های دانهوانگ یافت شد. این اثر در سال ۱۹۰۸ توسط کاوشگر و باستان‌شناس فرانسوی پل پلیو خریداری شد و اکنون متعلق به کتابخانه ملی فرانسه است.
طومار خطی حاوی ۵۸۹۳ نویسه کلاسیک چینی در ۲۲۷ سطر است. در ابتدا شامل سه جلد بود، اما جلد یک و بخش بعد از جلد سوم از بین رفته است. این سفرنامه ۲۸٫۵ سانتی‌متر عرض و ۳۵۸٫۶ سانتی‌متر طول دارد، اولین سفرنامه شناخته شده خارج از کشور است که توسط یک کره ای به زبان چینی نوشته شده است و حاوی اطلاعاتی دربارهٔ آداب و رسوم سیاسی، فرهنگی و اقتصادی هند و آسیای مرکزی در آن زمان است. پنج پادشاهی هند در عنوان اثر به سفر به غرب هند، شرق هند، شمال هند، جنوب هند و هند مرکزی اشاره دارند، این طومار به عنوان اولین سفرنامه شرق آسیا به جهان هندو تخمین زده می‌شود. جئونگ و سایر محققان بیان می‌کنند که غربی‌ترین مقصد او نیشابور، در ایران امروزی بود، اما این کتاب همچنین حاوی اطلاعاتی دربارهٔ امپراتوری روم شرقی (امپراتوری بیزانس) (فو-لین بزرگ) و چندین ایالت آسیای مرکزی است.
این اثر به موزه ملی کره امانت داده شد و از ۱۸ دسامبر ۲۰۱۰ تا ۳ آوریل ۲۰۱۱، ۱۲۸۳ سال پس از اولین نگارش سند، در آنجا به نمایش گذاشته شد.
هنگامی که هه‌چو (راهب کره‌ای) یا هویچائو به غرب سفر کرد، دیگر در دوره صلح آمیز سفرهای هیون تسیانگ به غرب نبود، اما در راه با چشمان خود شاهد لشکرکشی شرقی سلسله امویان/ «دایشوکو» (دایشوکو 大寔، امپراتوری عرب داشی نامی بود که چینی‌ها در زمان سلسله‌های تانگ و سونگ برای اشاره به اعراب به معنای محدود و مسلمانان در معنای وسیع به کار می‌بردند و به صورت دایشی، تاشی، تایسکی و غیره نیز نوشته می‌شود. در اصل برگردانی از کلمه فارسی تازیک (تاجیک، تازی Tāzīk∥Tājīk) به معنای عرب بود، اما پس از تسخیر اعراب، این نام برای اشاره به مسلمانان پارسی نیز به کار رفت و همان‌طور که ترک‌ها از کلمه تازیک برای اشاره به ایرانیان استفاده می‌کردند، به طور کلی به معنای مسلمانان درآمد.)، به غرب، گسترش خانات ترک متأخر، و جنگ‌های شدید امپراتوری هند، امپراتوری تبت و دودمان تانگبود. اگر چه بخش‌های باقی مانده از این کتاب مختصر بسیار کوتاه است، اما آنها با وفاداری وضعیت آن زمان در نیمه اول قرن هشتم را ثبت می‌کنند و منبع مهمی از اطلاعات تاریخی برای تاریخ هند و چین و آسیا هستند. در «سفر به پنج پادشاهی هند»، هویچائو نه تنها مطالب مربوط به هند و بودیسم را ثبت می‌کند، بلکه وضعیت ۴۵ کشور را از نظر جغرافیایی، سیاسی، اقتصادی، اجتماعی و فرهنگی را نیز ثبت می‌کند.
این کتاب به زبان‌های ژاپنی، تایلندی، انگلیسی، کره‌ای و غیره موجود است.

## بخشی از کتاب در مورد ایران و سغد
هه‌چو می‌نویسد: 
در ادامه، با سفر یک‌ماهه به غرب از کشور تخارستان، به کشور «بو-سی» (ایران/پرشیا) می‌توان رسید. این کشور قبلاً [اعراب] سرزمین اعراب را که ساکنان سمت ساربانی در قافله های پادشاهان ایران را داشتند، تحت سلطه خویش داشته است. بعداً اعراب بر ایرانیان شورش کردند و پادشاه ایشان را کشتند و خود سرور و آقای آنها شدند. اکنون این کشور توسط اعراب بلعیده شده است.،

هه‌چو در مورد کشورهای گائوجو (مردم ترک) می‌گوید: زبان‌ها و لهجه‌ها با سایر کشورها متفاوت است، علاوه بر این، این شش کشور همگی به دین زرتشتی اختصاص دارند. اگرچه گائوجو‌ها (Hu 胡 مردم ترک باستان) هر کدام پادشاه خود را داشتند، اما همه آنها تحت فرمان «دایشوکو» بودند.
او در مورد مردم مردم غیرچینی کوچ‌نشین می‌افزاید: «در آنگوئو (نام چینی به طورکلی سغد و به طور اخص بخارا) به یک راهب برخوردیم که احترام را نمی‌فهمید. اینجا یک کشور بربر است. موهای آنها کوتاه و به کلاه سفید علاقه دارند. این راهب خواهر و مادرش را به همسری گرفته بود.»
او همچنین دربارهٔ  هو (مردم) 胡 (Hu) می‌نویسد: «یکی از بدترین رسومشان، ازدواج با خویشان نزدیک است، [که اجازه می‌دهد] شخص، مادر و خواهر خویش را به همسری برگزیند، پارسیان نیز مادران خود را به همسری می‌گیرند» او همچنان می‌نویسد: از کشور تخارستان در کاپیشا (Kāpiśa یا کابل) در بامیان، و زابلستان، ده، پنج، سه یا دو برادر مشترکاً با یک زن ازدواج می‌کنند. آنها مجاز به گرفتن یک زن به صورت جداگانه نیستند؛ زیرا می‌ترسند که این عمل به اقتصاد داخلی آنها لطمه بزند.
جفری کوتیک در کتاب روابط چین و ایران و چین و عربی در اواخر باستان: چین و اشکانیان، ساسانیان و اعراب در هزاره اول نوشته است که «پارسیان مادران خود را به همسری می‌گیرند» جمله تکراری در دیگر منابع چینی است و هه‌چو ممکن است این اطلاعات را از این منابع چینی گرفته باشد. قبلاً در منطقه ای که هه‌چو از آن عبور می‌کرد، به ویژه در باختر (بلخ)، این رسم کاملاً دیرینه بود.

## دیدار از مملکت کاپیسا
یکی از گزیده‌های مهم از آثار هه‌چو به دیدار او از جیبین (کاپیسا) در سال ۷۲۶م (حدود ۱۰۷ق) مربوط می‌شود: به عنوان مثال، او گزارش می‌دهد که این کشور توسط یک پادشاه ترک اداره می‌شد، و ملکه و شخصیت‌های بلندپایه او آیین بودایی دارند.
از لامپاکا (覽波國، کشمیر)، دوباره وارد کوه شدم. پس از هشت روز سفر به کشور کاپیسا (جیبین 罽賓國) رسیدم. این کشور همچنین تحت اقتدار پادشاه قندهار (建馱羅) است. در طول تابستان، پادشاه به کاپیسا می‌آید و به دلیل دمای خنک در اینجا اقامت می‌کند. در زمستان به قندهار می‌رود و در آن مکان گرم اقامت می‌کند زیرا برف نیست و گرم است و سرد نیست. در زمستان برف‌ها در کاپیسا جمع می‌شود. این به دلیل سرما است. بومیان این کشور گائوجو
مردم هو (بربرها) هستند. پادشاه و سواره نظام ترک هستند (突厥، "Tuque"). لباس، زبان و غذای این مکان بیشتر شبیه تخارستان (吐火羅國) است، هرچند تفاوت‌های کوچکی در آن وجود دارد. چه مرد چه زن، همه پیراهن، شلوار و چکمه نخی می‌پوشند. هیچ تفاوتی بین لباس پوشیدن مرد و زن وجود ندارد. مردان ریش و موهای خود را کوتاه می‌کنند، اما زنان موهای خود را حفظ می‌کنند. محصولات این سرزمین شامل شتر، قاطر، گوسفند، اسب، الاغ، پارچه نخی، انگور، جو، گندم و زعفران است. مردم این کشور به سه جواهر (三寶) بسیار احترام می‌گذارند. صومعه‌ها و راهبان زیادی وجود دارد. مردم عادی در ساختن صومعه‌ها و حمایت از سه جواهر با هم رقابت می‌کنند. در شهر بزرگ صومعه ای به نام Sha-hsi-ssu وجود دارد. در حال حاضر، موهای مجعد (ushnisha، 螺髻) و استخوان‌های بقایای بودا در صومعه دیده می‌شود. شاه، مقام‌ها و مردم عادی هر روز این آثار را می‌پرستند. هینایانا (小乘) بودیسم در این کشور انجام می‌شود. زمین در میان کوه واقع شده است. در کوه‌ها هیچ گونه گیاهی وجود ندارد. [به نظر می‌رسد] گویی زمین (داغ) در آتش سوخته است.